# Giovanni Noè
Giovanni Noè (Messina, 29 april 1866 – aldaar, 28 december 1908) was een advocaat en syndicalist in het koninkrijk Italië. Hij was lid van de Kamer van Afgevaardigden van 1900 tot zijn dood in 1908 voor de Socialistische Partij.

## Levensloop
Noè was de zoon van Letterio Noè, een handelaar, en Giovanna Curro. Reeds tijdens de studies rechten aan de Universiteit Messina kwam Noè in contact met socialistisch-anarchistische jongeren. In 1886 startte Noè met het tijdschrift Il Riscatto, dat hun gedachtegoed op schrift stelde. Dit tijdschrift bleef bestaan tot in 1897; er waren onderbrekingen van uitgiftes op basis van rechterlijke bevelschriften. Noè werd advocaat in Messina.
In de jaren 1880 stichtte Francesco Lo Sardo (1871-1931) een afdeling van de Socialistische Partij in Messina. Lo Sardo en andere socialistische voormannen steunden openlijk het tijdschrift Il Riscatto van Noè. Met de nodige moeilijkheden te wijten aan onenigheid binnen de jonge socialistische afdeling richtte Noè in 1892 toch de Liga van Spoorwegarbeiders op. Dit was een vakbond. Ook elders op Sicilië werden kleine en grote vakbonden opgericht. Vanaf 1893 schaarden deze vakbonden zich achter de Socialistische Partij. Het jaar 1893 was een sleuteljaar. Linkse krachten vonden elkaar immers in het protest tegen het officiële feest van koning Victor Emanuel II en gravin Rosa Vercellana die hun zilveren huwelijksjubileum vierden. Dit alles culmineerde in opstanden over heel Sicilië door hongerige boeren en arbeiders (1893). Nog in 1893 werd Noè verkozen in de gemeenteraad van Messina; hij bleef tot zijn dood actief in de gemeenteraad.
Het Kabinet Francesco Crispi trad in 1893 aan met als programma de hongeropstand in Sicilië neer te slaan. Noè verdween achter de tralies op beschuldiging van anarchisme en samenzwering tegen de Italiaanse staat. Na enkele maanden kwam hij vrij en nam opnieuw de leiding van zijn vakbond en krant.
In 1897 verloor Noè de parlementsverkiezing tegen baron Ernesto Cianciolo, die de kandidaat was van de gegoede cijnskiezers. In 1900 won Noè wel; baron Cianciolo werd niet herverkozen. Noè werd in zijn plaats afgevaardigde in Rome. Dit gaf hem aanzien om over heel Sicilië de vakbonden te organiseren. Vanaf 1900 werd zijn discours ook antiklerikaal. Op initiatief van de Socialistische Partij leidde Noè een onderzoek naar het bloedbad in Ragusa waar hongerige boeren gedood waren tijdens een betoging (1902).
Noè stierf in de aardbeving van 1908. Hij was een van de naar schatting 100.000 inwoners van Messina die er de dood vonden.